# Потехин, Павел Антипович
Павел Антипович Потехин (1839—1916) — присяжный поверенный и председатель совета присяжных поверенных окружной Санкт-Петербургской судебной палаты и общественный деятель, титулярный советник.

## Биография
Родился в 1839 году в Кинешме Костромской губернии в старинной русской дворянской семье Антипа Макаровича и Анфисы Алексеевны Потехиных; в семье было 11 детей; кроме Павла, известность получили Алексей и Николай Потехины.
Получил образование в Костромской гимназии и на юридическом факультете Московского университета. В 1862 году поступил в присяжные стряпчие при Петроградском коммерческом суде.
В 1867 году был принят в присяжные поверенные при окружной Санкт-Петербургской судебной палате. Вскоре был избран членом совета присяжных поверенных и в этом звании состоял более 20 лет, в том числе два года был его председателем.

## Адвокатская деятельность
Участвовал в политических процессах нечаевцев, процессе «Южнороссийского союза рабочих», процессе 193-х и других.
Особенной известностью Потехин пользовался как адвокат по делам гражданским, соединяющий замечательное красноречие чисто русского типа, то есть чуждое прикрас и эффектов, с большой находчивостью и глубоким знанием законов и судебной практики.
Другой петербургский присяжный поверенный М. М. Винавер в своих воспоминаниях так характеризовал Потехинаа:
… это не скальпель Пассовера, и не звучная лира Андреевского, и не рубенсовская кисть Спасовича, а топор — здоровый, хорошо отточенный, никогда не тупеющий, ловко к руке прилаженный, стальной топор.

## Общественная деятельность
Несколько раз был гласным Санкт-Петербургской городской думы. Состоял членом городской комиссии по народному образованию, в 1900 году заменил М. М. Стасюлевича на посту её председателя и, подобно своему предшественнику, отдавал очень много времени и сил училищному делу.
Был членом Петербургской городской комиссии по благотворительности и Петроградского городского училищного совета, гласным Петроградского губернского земского собрания, членом редакционного комитета газеты «Право», председателем правления Первого Российского страхового общества.
Умер в Петрограде в 1916 году.